# Iglesia de Raheen-a-Cluig
La iglesia de Raheen-a-Cluig es un edificio medieval catalogado como monumento nacional situada en Bray, condado de Wicklow, Irlanda.

## Localización
Raheen-a-Cluig se encuentra en la cara norte de la montaña de Bray Head, junto a Raheen Park, alrededor de 300 metros al sur de la playa, con vistas a la costa de Bray.

## Historia
Se cree que la iglesia de Raheen-a-Cluig fue construida entre el siglo XII o XIII. El nombre proviene del irlandés Ráithín an Chloig, cuyo significado es "pequeña fortaleza de la campana", pero no hay señales de ninguna fortaleza. Ráithín también puede referirse a una muralla de tepes acumulados de turba, o puede ser una versión de raithean, "zona de helechos". Fue entregada a los agustinos por la entonces prominente familia Archbold. Posiblemente estuviese dedicada al culto de San Miguel o San Brandán.
Fue parcialmente restaurada en el siglo XVIII. A lo largo de los años fue utilizada también como escondite por los contrabandistas y ha sido asociada a varias historias de fantasmas.

## Iglesia
Las ruinas tienen una puerta en la pared noreste que originalmente habría tenido una fuerte puerta de madera, y ventanas de cabeza redonda en el este y oeste del gablete.
Había dos edificios más pequeños cerca y también un recinto: probablemente un cillín, palabra que designa a los cementerios históricos de Irlanda en los que se enterraba a aquellas personas que no podían ser enterradas en las iglesias consagradas, principalmente destinado a bebés no natos o no bautizados, pero también para suicidas, marineros naufragados, extraños o asesinos no arrepentidos. 
A unos 400 metros al sureste de la iglesia había un pozo sagrado, conocido como el pozo de Patrick. El pozo todavía se usaba en la década de 1830, principalmente por inválidos.